# Temuroso
Temuroso is een bestuurslaag in het regentschap Demak van de provincie Midden-Java, Indonesië. Temuroso telt 7504 inwoners (volkstelling 2010).